# Stephen Thompson
Pour les articles homonymes, voir Thompson.
Stephen Randall Thompson, né le 11 février 1983 à Simpsonville (Caroline du Sud, États-Unis), est un pratiquant américain d'arts martiaux mixtes. Il combat actuellement à l'Ultimate Fighting Championship dans la catégorie des poids mi-moyens.

## Palmarès

### Distinctions
- Ultimate Fighting Championship
  - Combat de la soirée (une fois) (contre Tyron Woodley)
  - Performance de la soirée (trois fois)
  - KO de la soirée (une fois)

### Palmarès en arts martiaux mixtes
| 27 combats     | 17 victoires | 9 défaites |
| Par KO         | 8            | 2          |
| Par soumission | 1            | 1          |
| Sur décision   | 8            | 6          |
| Égalités       | 1            | 1          |

| Résultat | Record | Adversaire        | Méthode                               | Événement                               | Date              | Round | Temps | Lieu                                    | Notes                                                            |
| -------- | ------ | ----------------- | ------------------------------------- | --------------------------------------- | ----------------- | ----- | ----- | --------------------------------------- | ---------------------------------------------------------------- |
| Défaite  | 17-9-1 | Gabriel Bonfim    | Décision (divisée)                    | UFC sur ESPN : Lewis contre Teixeira    | 12 juillet 2025   | 3     | 5:00  | Nashville, Tennessee, États-Unis        |                                                                  |
| Défaite  | 17-8-1 | Joaquin Buckley   | KO (coups de poing)                   | UFC 307                                 | 6 octobre 2024    | 3     | 2:17  | Salt Lake City, Utah, États-Unis        |                                                                  |
| Défaite  | 17-7-1 | Shavkat Rakhmonov | Soumission (étranglement arrière)     | UFC 296: Edwards vs. Covington          | 16 décembre 2023  | 2     | 4:56  | Las Vegas, Nevada, États-Unis           |                                                                  |
| Victoire | 17-6-1 | Kevin Holland     | TKO (arrêt de l’arbitre)              | UFC Fight Night: Thompson vs. Holland   | 3 décembre 2022   | 4     | 5:00  | Orlando, Floride, États-Unis            |                                                                  |
| Défaite  | 16-6-1 | Belal Muhammad    | Decision unanime                      | UFC Fight Night 199 - Lewis vs. Daukaus | 18 décembre 2021  | 3     | 5:00  | Las Vegas, Nevada, États-Unis           |                                                                  |
| Défaite  | 16-5-1 | Gilbert Burns     | Decision unanime                      | UFC 264 - Poirier vs. McGregor 3        | 10 juillet 2021   | 3     | 5:00  | Las Vegas, Nevada, États-Unis           |                                                                  |
| Victoire | 16-4-1 | Geoff Neal        | Decision unanime                      | UFC Fight Night 183 - Thompson vs. Neal | 19 décembre 2020  | 3     | 5:00  | Las Vegas, Nevada, États-Unis           |                                                                  |
| Victoire | 15-4-1 | Vicente Luque     | Decision unanime                      | UFC 244 - Masvidal vs. Diaz             | 2 novembre 2019   | 3     | 5:00  | New York, New York, États-Unis          |                                                                  |
| Défaite  | 14-4-1 | Anthony Pettis    | KO (coups de poing)                   | UFC Fight Night: Thompson vs. Pettis    | 23 mars 2019      | 3     | 5:00  | Nashville, Tennessee, États-Unis        |                                                                  |
| Défaite  | 14-3-1 | Darren Till       | Décision unanime                      | UFC Fight Night: Till vs. Thompson      | 27 mai 2018       | 3     | 5:00  | Liverpool, Angleterre, Royaume-Uni      |                                                                  |
| Victoire | 14-2-1 | Jorge Masvidal    | Decision unanime                      | UFC 217: Bisping vs. St-Pierre          | 4 novembre 2017   | 3     | 5:00  | New York, New York, États-Unis          |                                                                  |
| Défaite  | 13-2-1 | Tyron Woodley     | Décision majoritaire                  | UFC 209: Woodley vs. Thompson II        | 4 mars 2017       | 5     | 5:00  | Las Vegas, Nevada, États-Unis           | Pour le titre des poids mi-moyens de l'UFC.                      |
| Égalité  | 13-1-1 | Tyron Woodley     | Égalité majoritaire                   | UFC 205: Alvarez vs. McGregor           | 12 novembre 2016  | 5     | 5:00  | New York, New York, États-Unis          | Pour le titre des poids mi-moyens de l'UFC. Combat de la soirée. |
| Victoire | 13-1   | Rory MacDonald    | Decision unanime                      | UFC Fight Night: MacDonald vs. Thompson | 18 juin 2016      | 5     | 5:00  | Ottawa, Ontario, Canada                 |                                                                  |
| Victoire | 12-1   | Johny Hendricks   | TKO (coups de poing)                  | UFC Fight Night: Hendricks vs. Thompson | 6 février 2016    | 1     | 3:31  | Las Vegas, Nevada, États-Unis           | Performance de la soirée.                                        |
| Victoire | 11-1   | Jake Ellenberger  | KO (coup de pied retourné circulaire) | The Ultimate Fighter 21 Finale          | 12 juillet 2015   | 1     | 4:29  | Las Vegas, Nevada, États-Unis           | Performance de la soirée.                                        |
| Victoire | 10-1   | Patrick Côté      | Décision unanime                      | UFC 178: Johnson vs. Cariaso            | 27 septembre 2014 | 3     | 5:00  | Las Vegas, Nevada, États-Unis           |                                                                  |
| Victoire | 9-1    | Robert Whittaker  | TKO (coups de poing)                  | UFC 170: Rousey vs. McMann              | 22 février 2014   | 1     | 3:43  | Las Vegas, Nevada, États-Unis           | Performance de la soirée.                                        |
| Victoire | 8-1    | Chris Clements    | TKO (coups de poing)                  | UFC 165: Jones vs. Gustafsson           | 21 septembre 2013 | 2     | 1:27  | Toronto, Ontario, Canada                |                                                                  |
| Victoire | 7-1    | Nah-Shon Burrell  | Décision unanime                      | UFC 160: Velasquez vs. Bigfoot II       | 25 mai 2013       | 3     | 5:00  | Las Vegas, Nevada, États-Unis           |                                                                  |
| Défaite  | 6-1    | Matt Brown        | Décision unanime                      | UFC 145: Jones vs. Evans                | 21 avril 2012     | 3     | 5:00  | Atlanta, Géorgie, États-Unis            |                                                                  |
| Victoire | 6-0    | Dan Stittgen      | KO (coup de pied à la tête)           | UFC 143: Diaz vs. Condit                | 4 février 2012    | 1     | 4:13  | Las Vegas, Nevada, États-Unis           | KO de la soirée.                                                 |
| Victoire | 5-0    | Patrick Mandio    | Décision unanime                      | Fight Party: Masquerade Fight Party     | 1er octobre 2011  | 3     | 5:00  | Atlanta, Géorgie, États-Unis            |                                                                  |
| Victoire | 4-0    | William Kuhn      | Décision unanime                      | Xtreme Chaos 2                          | 15 juillet 2011   | 3     | 5:00  | Anderson, Caroline du Sud, États-Unis   |                                                                  |
| Victoire | 3-0    | Marques Worrell   | Soumission (étranglement arrière)     | Fight Party: Greenville Kage Fighting 2 | 18 septembre 2010 | 2     | 3:08  | Greenville, Caroline du Sud, États-Unis |                                                                  |
| Victoire | 2-0    | Danny Finz        | TKO (coups de poing)                  | Fight Party: Xtreme Cage Fighting 2     | 22 mai 2010       | 1     | 3:45  | Greenville, Caroline du Sud, États-Unis |                                                                  |
| Victoire | 1-0    | Jeremy Joles      | TKO (coups de poing)                  | Fight Party: Greenville Kage Fighting   | 5 février 2010    | 2     | 3:40  | Greenville, Caroline du Sud, États-Unis |                                                                  |